# Kerncentrale Barsebäck
Kerncentrale Barsebäck is een kernreactor in Barsebäck in Skåne län, de zuidelijkste provincie van Zweden. De centrale ligt op slechts 20 km afstand van de Deense hoofdstad Kopenhagen, aan de overkant van de Sont. De twee reactoren zijn van het type kokendwaterreactor.
De kerncentrale is sinds 2005 definitief stilgelegd. Het is de bedoeling de centrale rond 2022 te ontmantelen.